# Evangelische Kirche Sitzenkirch

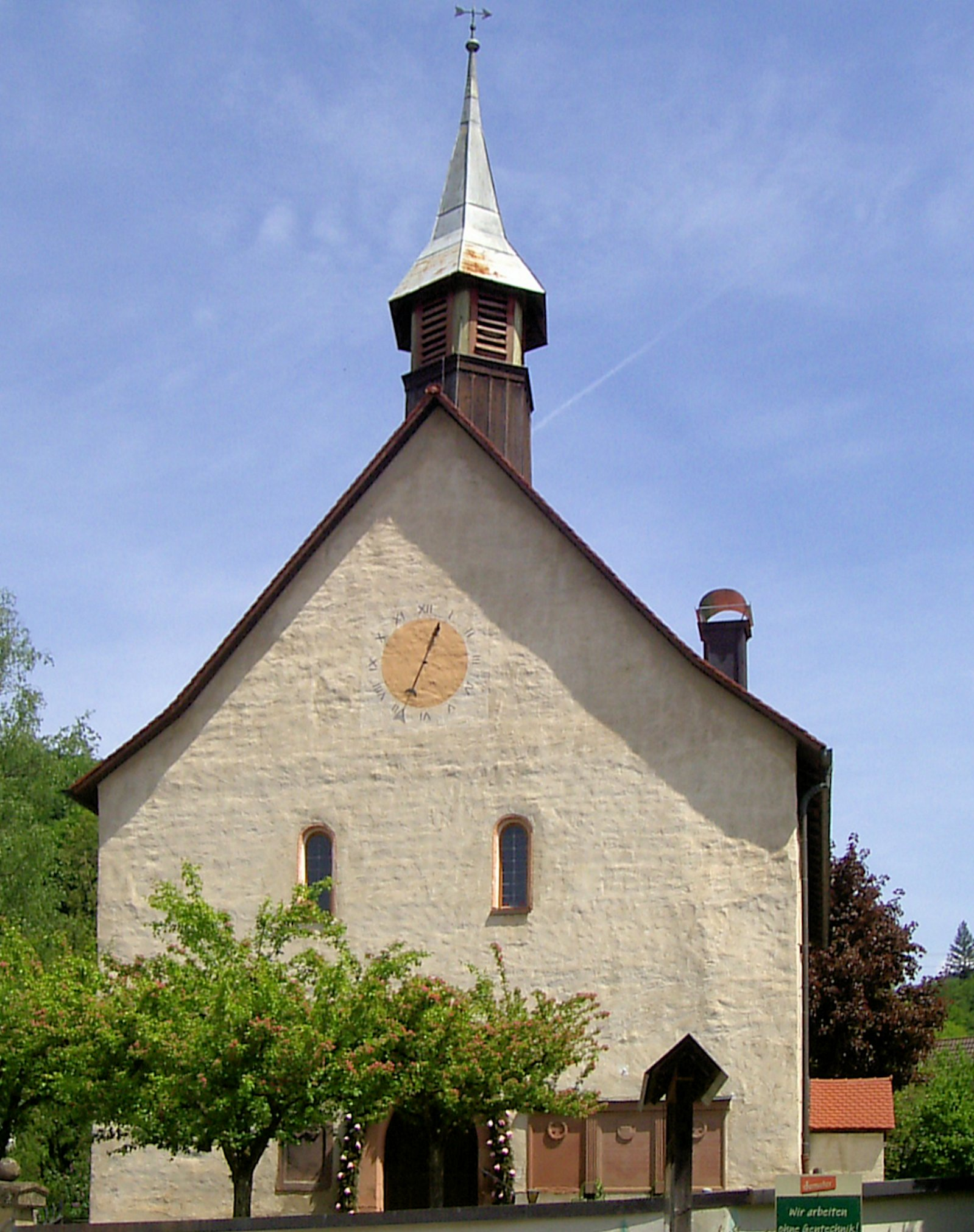
Kirche in Sitzenkirch

Die Evangelische Kirche Sitzenkirch im Stadtteil Sitzenkirch der südbadischen Stadt Kandern geht auf das 12. Jahrhundert zurück. Die Kirche fungierte im 13. und 14. Jahrhundert als Grablege der Markgrafen von Hachberg-Sausenberg.

## Geschichte

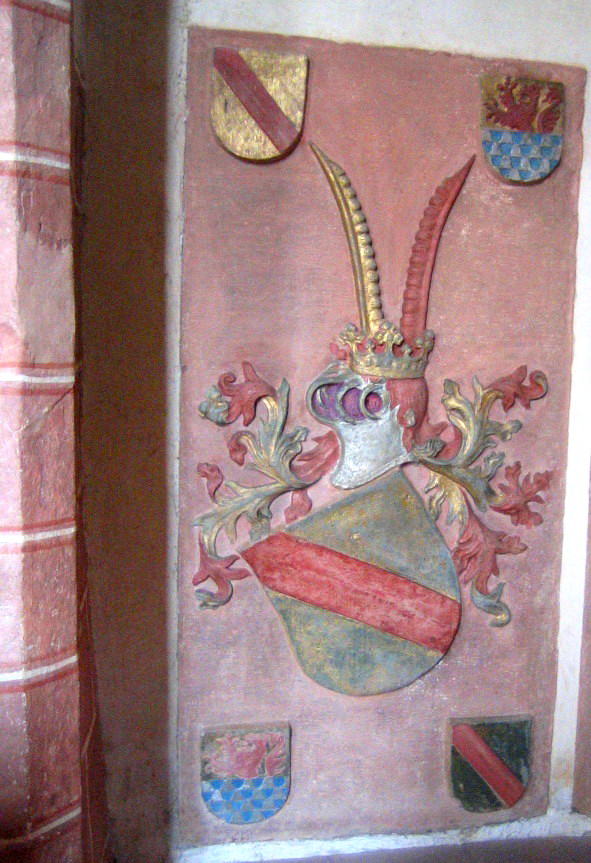
Grabplatte mit dem Wappen von Markgraf Otto I. von Hachberg-Sausenberg in der Kirche von Sitzenkirch

Die dem Patrozinium des Heiligen Hilarius geweihte Kirche weist auf ein entsprechend hohes Alter des Gotteshauses hin. Einer Hypothese nach soll die Kirche eine kleine Kapelle keltischer Christen gewesen sein, die möglicherweise bereits im 3. Jahrhundert errichtet worden war. Das keltische Wort sizen für „klein“ ließe die Ortsnamensbedeutung „kleine Kirche“ zu.

### Die Klosterkirche der Benediktinerinnen
Die erste schriftlich belegte Erwähnung der Sitzenkircher Kirche geht auf das Jahr 1145 zurück. Eine Stiftungsurkunde vom 3. November 1151 belegt die Übergabe des damals noch existierenden Klosters in Sitzenkirch an das Kloster St. Blasien. Im Neuenburger Krieg 1272/73 wurde das Kloster durch Truppen des Grafen Rudolf von Habsburg zerstört.
Die Kirche wurde mit Spenden wieder aufgebaut und konnte am 12. Januar 1277 mit zwei Altären durch Weihbischof Inzeler zu Ehren Jesu Christi, Marias, der Heiligen Hilarius, Nikolaus und Cycillia sowie der Heiligen Benedikt und Blasius geweiht werden. Einen weiteren Altar stiftete 1305 Königin Agnes von Ungarn, der auf der Westempore stand und den Nonnen vorbehalten war. Dieser vom Basler Bischof von Basel 1309 konsekrierte Altar war den 10000 Märtyrern sowie dem heiligen Benedikt geweiht. Einen vierten Altar erhielt das Gotteshaus 1371, der vom Markgrafen Otto (1302–1384) und seinem Neffen Rudolf III. (1343–1428) gestiftet wurde.
Im 13. und 14. Jahrhundert wurde die Kirche als Grablege der Markgrafen von Hachberg-Sausenberg genutzt, die um 1240 oberhalb des Ortes ihren Stammsitz, die Sausenburg errichteten. Außer dem Markgrafen Otto sollen auch Markgraf Heinrich von Hachberg-Sausenberg, Markgraf Hugo (ein Bruder des Markgrafen Rudolf IV. von Hachberg-Sausenberg) und Verena von Fürstenberg (geb. von Hachberg-Sausenberg und Ehefrau des Grafen Heinrich V. von Fürstenberg) hier bestattet sein.

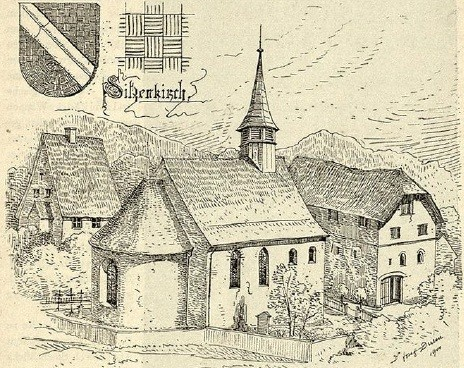
Ehemalige Klosterkirche Sitzenkirch Ende des 19. Jahrhunderts – Skizze von Josef Durm

Nach einem Brand im Jahr 1493 entstanden zwei Fenster mit einfach profilierten Sandsteinrahmen in der Nord- und drei in der Südwand des Langhauses. In den folgenden Jahrhunderten, unter anderem bedingt die Plünderung im Bauernkrieg am 3. Mai 1525, verschlechterte sich der Zustand des Gebäudes. Die nach Basel geflohenen Nonnen kehrten (bis auf eine) nicht mehr zurück und das Kloster St. Blasien setzte einen Klosterbruder als Schaffner ein, der den Klosterbesitz verwaltete.

### Die evangelische Kirche
1710 wurde ein neuer Dachstuhl eingerichtet und 1778 musste der Dachreiter am Ostgiebel wegen Baufälligkeit abgebrochen werden. 1787 wurde aus demselben Grund der Chor abgerissen und etwas kleiner wieder aufgebaut.
1826 schuf man durch Vergrößerung der Empore mehr Platz für die Gemeindemitglieder und errichtete 1878 einen neuen Dachreiter; diesmal über dem Westgiebel. 1879 wurde das Gestühl ausgetauscht und 1898 schließlich eine neue Holzdecke eingesetzt.
Die letzte umfassende Renovierung wurde 1973 betrieben, bei der man an der Südwand des Langhauses eine Sakristei anbaute. Bei diesen Arbeiten entdeckte man eine wappenverzierte Grabplatte ohne Inschrift, die man an der Südchorwand aufstellte.
Seit Anfang 2020 befand sich die Kirche erneut in einem Sanierungsprozess, bei dem umfassende Maßnahmen geplant waren. Durch plötzliche Mittelkürzungen und den damit verbundenen Verzögerungen beim Beginn der Arbeiten war die Kirche lange nicht benutzbar. Erst im Jahre 2024 wurde die Sanierung endlich abgeschlossen, jedoch in erheblich reduziertem Umfang. Am 1. April 2024 feiert die Hilariuskirche die offizielle Einweihung nach der Sanierung.

## Beschreibung

### Kirchenbau

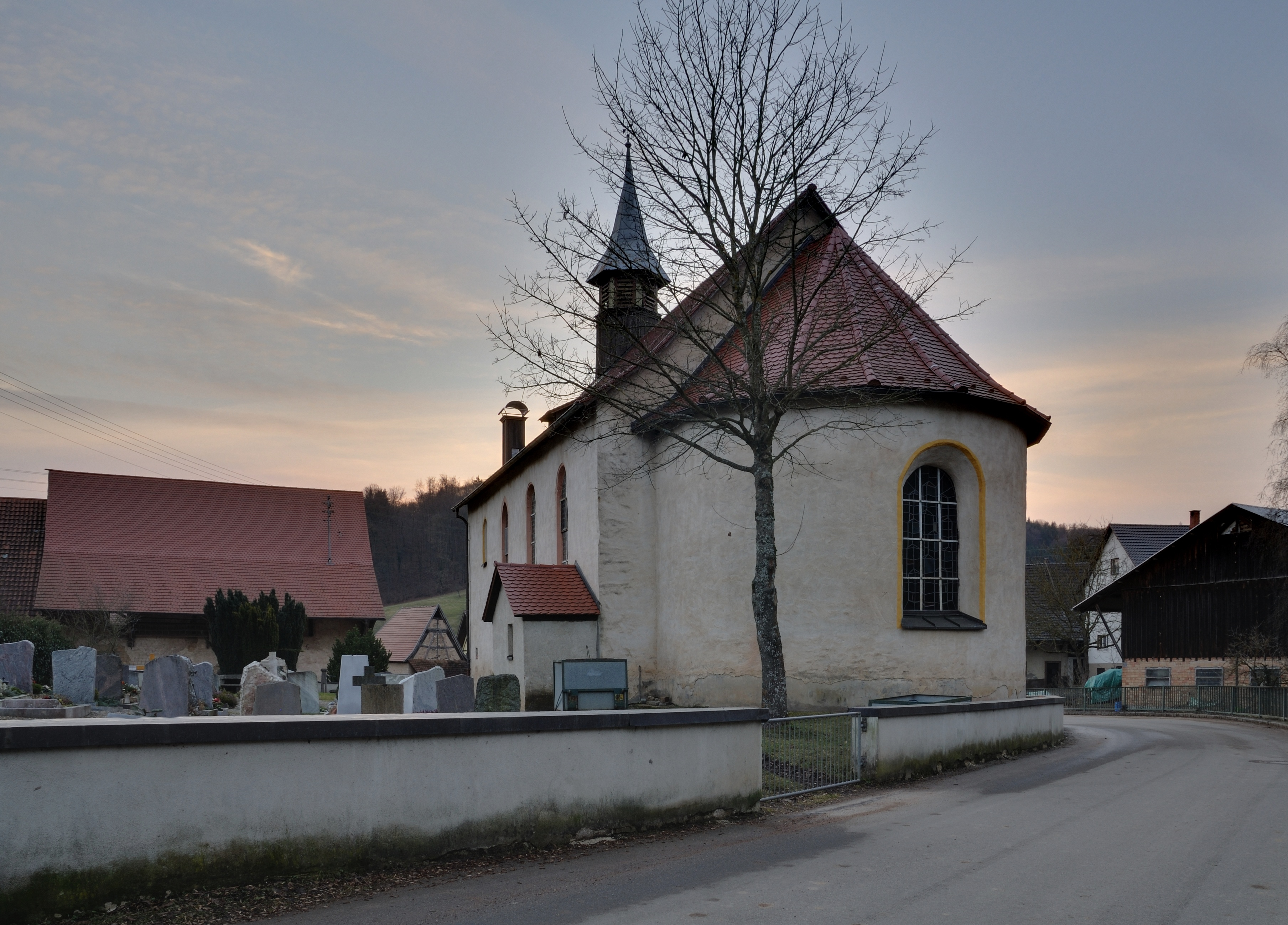
Kirche von der Chorseite mit Friedhof

Die kleine Saalkirche ist mit einem Satteldach gedeckt und verfügt an ihrer Westseite einen kleinen sechseckigen Dachreiter, der über ein schlankes Pyramidendach abgeschlossen ist. An den Längsseiten des Langhauses befinden sich fünf rundbogige, lange Fenster. Über dem Hauptportal an der Westfassade sind zwei kleinere, ebenfalls rundbogige Fenster auszumachen. Über den beiden Fenstern ist mittig eine Sonnenuhr angebracht.
An der Westfassade befindet sich rechts vom Eingangsportal eine Gedächtnistafel für die Toten beider Weltkriege, links des Eingangs eine Grabplatte für den Stabhalter Urban Keiser († 22. Februar 1673).
Rund um die Kirche ist ein kleiner Friedhof angelegt, um den eine Mauer gezogen wurde.

### Inneres und Ausstattung
Die Kirche in Sitzenkirch ist eine Saalkirche. Das Langhaus ist mit einer flachen Holzdecke eingezogen. Die Mitte ist von einem dicken Balken durchzogen. Der Altarbereich im Chor und das Langhaus sind durch einen Triumphbogen voneinander getrennt. Der moderne Blockaltar besteht aus rotem Sandstein. Rechts davon steht ein Kanzelpult. Links neben dem Triumphbogen befindet sich ein Kruzifix. Der Taufstein mit kupfernen Abschluss sowie die anderen Ausstattungsobjekte wurden vom Künstler Jürgen Brodwolf gestaltet.
Im Chor an der Nordseite steht die Grabplatte des Markgrafen Otto und das Epitaph des Kaplans und Klosterschaffners Bartholomäus Ramspach († 11. April 1581).

### Glocken und Orgeln
Das Glockengeläut der Kirche besteht aus zwei Glocken aus Bronze im Dachreiter. Die kleinere a″-Glocke wurde 1921 von der Glockengießerei Bachert gegossen, die größere f″-Glocke goss ebenfalls Bachert im Jahr 1950.
Die Orgel wurde in den Jahren 1826 bis 1827 von den Gebrüdern Martin aus Waldkirch erbaut. Das Instrument mit ursprünglich sieben Registern wurde 1836 auf neun Register erweitert. Die reparaturanfällige Orgel wurde durch eine 1904 neu gebaute ersetzt. Auch diese gab immer wieder Anlass zu Klagen, so dass in den Jahren 1972 bis 1973 die Orgelwerkstatt Peter Vier eine alte Orgel aus dem Jahr 1815 von Andreas Ubhauser aus Heidelberg komplett restaurierte. Ihr Gehäuse steht mittlerweile unter Denkmalschutz. Das Instrument mit mechanischer Traktur besitzt ein Manual, ein Pedal und elf Register.